# Man on the Moon (canção)
"Man on the Moon" é uma canção da banda de rock alternativo americana R.E.M. e o segundo single feito para o oitavo álbum deles, Automatic for the People. Trata-se de uma homenagem ao comediante Andy Kaufman. Foi lançada como single em 1993 e incluída na trilha sonora da cinebiografia de Andy Kaufman, Man on the Moon. Já foi regravada pela banda Tears For Fears.

## Clipe
O clipe da canção, dirigido por Peter Care, foi filmado em um deserto de Lancaster (Califórnia), em Outubro de 1992. No clipe, o vocalista Michael Stipe está caracterizado de cowboy caminha no deserto. Durante o percurso, Stipe pega carona em um caminhão dirigido pelo baterista Bill Berry. Logo após, ele pula do caminhão e vai em direção a um bar e quem o atende é o guitarrista Peter Buck. No bar, também se pode ver o baixista Mike Mills jogando sinuca. No clipe também se pode ver várias imagens do comediante Andy Kaufman. O clipe da canção ficou em 41º lugar na lista dos 100 melhores clipes da revista Rolling Stone.

## Posição nas paradas musicais
| Parada (1992–1993)                             | - Melhor - posição |
| ---------------------------------------------- | ------------------ |
| Austrália (ARIA)                               | 39                 |
| Áustria (Ö3 Austria Top 75)                    | 24                 |
| Bélgica (Ultratop 50 de Flandres)              | 20                 |
| Canadá (RPM Top Singles)                       | 3                  |
| Europa (Eurochart Hot 100)                     | 56                 |
| Alemanha (Offizielle Deutsche Charts)          | 34                 |
| Islândia (Íslenski Listinn Topp 40)            | 1                  |
| Irlanda (IRMA)                                 | 17                 |
| Países Baixos (Single Top 100)                 | 54                 |
| Nova Zelândia (Recorded Music NZ)              | 8                  |
| Reino Unido (UK Singles Chart)                 | 18                 |
| Estados Unidos (Billboard Hot 100)             | 30                 |
| Estados Unidos (Billboard Adult Contemporary)  | 46                 |
| Estados Unidos (Billboard Alternative Airplay) | 2                  |
| Estados Unidos (Billboard Mainstream Rock)     | 4                  |
| Estados Unidos (Billboard Mainstream Top 40)   | 9                  |

| Parada (1993)                       | Posição |
| ----------------------------------- | ------- |
| Canadá Top Singles (RPM)            | 29      |
| Islândia (Íslenski Listinn Topp 40) | 4       |
| Alemanha (Official German Charts)   | 95      |